# Jerzy Kisson-Jaszczyński
Jerzy Kisson-Jaszczyński (ur. 12 listopada 1930 w Szczercowie, zm. 20 marca 2018 w Piotrkowie Trybunalskim) – polski dziennikarz, publicysta, socjolog kultury.

## Życiorys
W latach 1950–1952 nauczyciel w Piotrkowie Trybunalskim, później w prasie wojskowej we Wrocławiu i Warszawie. W 1958 współzałożyciel „Gazety Ziemi Piotrkowskiej” i jej redaktor naczelny w latach 1959–1978. Do 1990 publicysta „Tygodnika Piotrkowskiego” oraz współpracownik łódzkich „Odgłosów”, krakowskiego „Życia Literackiego” oraz warszawskich periodyków „Przegląd Tygodniowy” i „Kultura”.
Współzałożyciel Towarzystwa Przyjaciół Piotrkowa Trybunalskiego i jego wieloletni wiceprezes oraz Piotrkowskiego Towarzystwa Przyjaciół Nauk (wiceprezes). Inicjator i współorganizator ogólnopolskiego konkursu literackiego o „Rubinową Hortensję” (od 1965 do dziś) oraz „Złotej Wieży Trybunalskiej” – nagrody przyznawanej przez Towarzystwo Przyjaciół Piotrkowa Trybunalskiego (od 1971 do dziś).
Honorowy Obywatel Piotrkowa Trybunalskiego i Gniezna. W „złotej dziesiątce” Piotrkowian XX wieku, laureat „Złotej Wieży Trybunalskiej”, odznaczony Krzyżem Oficerskim i Krzyżem Kawalerskim Orderu Odrodzenia Polski, wyróżniony tytułem honoris maritimi doctorati – morskim doktoratem honorowym. Radny miasta Piotrkowa Trybunalskiego w latach 1984–1990 i 1994–2002.

## Wybrane publikacje
Autor książek: Prowincjałki. Alfabet piotrkowski (1993), Sensacje z tej ziemi (1997), Ci nasi obcy – proza autobiograficzna (2001), Kiedy się wypełniły dni – tom poświęcony piotrkowianom – bohaterom II wojny światowej (2006), Piotrcoviana, opowieści cotygodniowe (2008), Wszyscy nasi piotrkowianie. 800 lat szlaku wielu kultur  (2010), Z piasków Mazowsza, zza wzgórz Wogezów (2011), Chodzenie po ziemi (2012), Pamięć nie rzeka, powraca (2015), Jesień. Chcę Wam opowiedzieć historie… (2017).